# Ipatele
Ipatele é uma comuna romena localizada no distrito de Iaşi, na região de Moldávia. A comuna possui uma área de 46.72 km² e sua população era de 2060 habitantes segundo o censo de 2007.